# Hugo Hansen
Hugo André Hansen (Dønna, 1 augustus 1967) is een voormalig Noors voetballer, die speelde als verdediger. Hij beëindigde zijn actieve loopbaan in 1996 bij de Noorse club Bryne FK.

## Interlandcarrière
Hansen speelde, inclusief olympische kwalificatieduels, in totaal veertien officiële interlands voor de nationale ploeg van Noorwegen. Onder leiding van bondscoach Tor Røste Fossen maakte hij zijn debuut voor zijn vaderland op 4 juni 1986 in de vriendschappelijke wedstrijd tegen Roemenië (3–1) in Boekarest.

## Erelijst
Bryne FK
- Beker van Noorwegen

1987